# Ancharius fuscus
Ancharius fuscus és una espècie de peix de la família dels ancàrids i de l'ordre dels siluriformes.
Pot atènyer fins a 30 cm de longitud total. És un peix d'aigua dolça i de clima tropical dels rius de la costa oriental de Madagascar. La seua amenaça més probable és la degradació de l'hàbitat on viu a causa de la sedimentació originada per la desforestació.